# Президентские выборы в Казахской ССР (1990)
Президентские выборы в Казахской ССР 1990 — первые в истории Казахстана, но безальтернативные выборы. Голосование состоялось 24 апреля 1990 года, по итогам которого президент избирался на шестилетний срок. Председатель Верховного Совета Нурсултан Назарбаев получил поддержку 317 из 360 депутатов.

## Выборы
24 апреля 1990 года Верховный Совет принял закон «Об учреждении должности президента Казахской ССР и внесении изменений и дополнений в Конституцию Казахской ССР». После этого началось обсуждение вопроса о создании этой должности. Некоторые депутаты выражали опасения, что институт президентства может отдалить республику от союзного центра, создать правовую основу для полной независимости Казахстана и привести к авторитаризму. Другие, напротив, поддерживали необходимость введения поста президента, обосновывая это политическими и юридическими аргументами.
В результате голосования 317 членов Верховного Совета избрали председателя Совета Нурсултана Назарбаева первым Президентом Казахской ССР, 18 проголосовали против. До этого Назарбаев с 1984 года занимал пост Председателя Совета Министров Казахской ССР, затем 22 июня 1989 года стал первым секретарём Коммунистической партии Казахстана, а 22 февраля 1990 года был избран Председателем Верховного Совета.
После выборов Сергей Терещенко был назначен вице-президентом Казахской ССР.

## Результаты
| Кандидат в президенты              | Кандидат в вице-президенты         | Партия                             | Голосов | %       |
| ---------------------------------- | ---------------------------------- | ---------------------------------- | ------- | ------- |
| Нурсултан Назарбаев                | Сергей Терещенко                   | КПСС                               | 317     | 94,63 % |
| Против                             | Против                             | Против                             | 18      | 5,37 %  |
| Всего                              | Всего                              | Всего                              | 335     | 100,00  |
| Зарегистрированные избиратели/явка | Зарегистрированные избиратели/явка | Зарегистрированные избиратели/явка | 360     |         |
| Source: e-history.kz.              |                                    |                                    |         |         |